# ليز مايلز
ليز مايلز (بالإنجليزية: Elizabeth Miles)‏ هي مجدفة أمريكية، ولدت في 25 يناير 1955 في فريسنو في الولايات المتحدة.

## وصلات خارجية
- ليز مايلز على موقع الاتحاد الدولي للتجديف (الإنجليزية)
- ليز مايلز على موقع اللجنة الأولمبية الدولية (الإنجليزية)
- ليز مايلز على موقع أوليمبيديا (الإنجليزية)